# Convenția de la Geneva (1864)

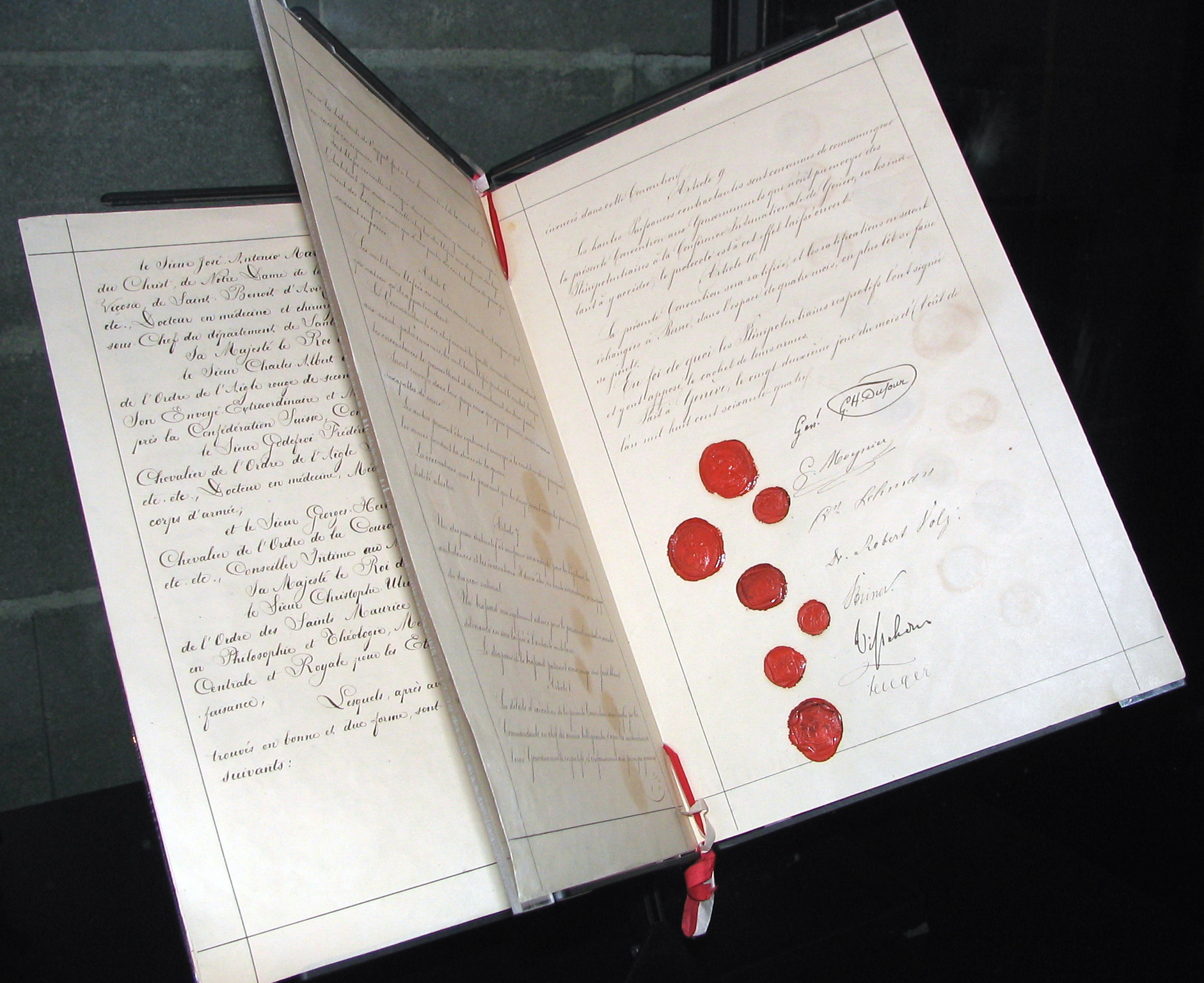
Prima Convenţie de la Geneva, 1864

Prima Convenție de la Geneva pentru Ameliorarea Situației Răniților din Armatele de pe Câmpul de Luptă este unul dintre cele patru tratate care constituie Convențiile de la Geneva. El definește „bazele pe care se sprijină restul legislației internaționale pentru protecția victimelor conflictelor armate”. A fost adoptată în 1864, dar a fost actualizată semnificativ în 1906, 1929 și 1949. Este strâns legată de Comitetul Internațional al Crucii Roșii, care a activat în sensul adoptării Convenției și a fost delegat ca organism de punere în aplicare al acesteia.

## Istoric
Prima Convenție de la Geneva a fost adoptată într-o perioadă critică în istoria politică și militară europeană. De la înfrângerea lui Napoleon în bătălia de la Waterloo din 1815 și ieșirea la rampă a nepotului său în campania din Italia din 1859, în Europa de Vest domnise pacea. Totuși, odată cu Războiul Crimeei, Europa a fost zguduită de un nou conflict violent, și deși aceasta se întâmpla „într-o regiune depărtată și neaccesibilă” pentru majoritatea europenilor occidentali, Italia de nord era „atât de accesibilă din toate părțile Europei de Vest încât ea s-a umplut imediat de observatori curioși”; deși vărsarea de sânge nu a fost deosebit de mare față de alte războaie, pentru cei care i-au fost martori, ea a fost ceva șocant și neobișnuit.
Mișcarea pentru adoptarea unui set de legi internaționale care să guverneze tratamentul și îngrijirea răniților și prizonierilor de război a demarat după ce activistul Henri Dunant a fost martor la bătălia de la Solferino din 1859, între tabăra franco-piemonteză și cea austriacă în Italia de Nord. Suferința celor circa 40.000 de soldați răniți lăsați pe câmpul de luptă din cauza lipsei de infrastructură, de personal și de convenții care să permită acordarea de ajutor medical a fost cea care l-a împins pe Dunant să acționeze. La întoarcerea la Geneva, Dunant a publicat relatarea sa sub titlul Un Souvenir de Solferino și s-a folosit de calitatea sa de membru al Societății de Binefacere din Geneva, a cerut convocarea unei conferințe internaționale și a contribuit la înființarea Comitetului Internațional al Crucii Roșii în 1863.
Comitetului Internațional al Crucii Roșii, deși admitea că este „în primul rând datoria și responsabilitatea unei țări să vegheze sănătatea propriului popor”, știa și că, mai ales în vreme de război, va exista totdeauna „o nevoie ca agenții de voluntari să suplimenteze… agențiile oficiale însărcinate cu aceste responsabilități în fiecare țară.” Pentru a se asigura că această misiune este acceptată pe scară largă, se impunea ca mai multe reguli să guverneze activitățile sale și pe cele ale beligeranților implicați.
La 22 august 1864, mai multe state europene și-au trimis delegați la Geneva, Elveția și au semnat Prima Convenție de la Geneva:
1. Baden (astăzi parte din Germania)
2. Belgia
3. Danemarca
4. Franța
5. Hessa (astăzi parte din Germania)
6. Italia
7. Țările de Jos
8. Portugalia

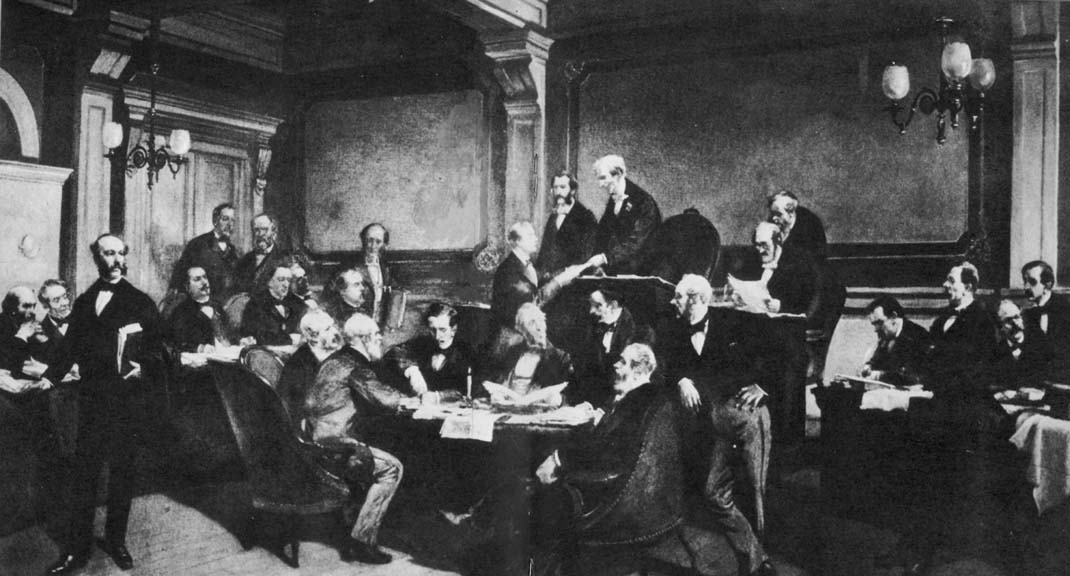
Semnarea Primei Convenţii de la Geneva de către o parte a puterilor europene în 1864

9. Prusia (astăzi parte din Germania)
10. Spania
11. Elveția
12. Württemberg (astăzi parte din Germania)

Norvegia și Suedia au semnat și ele în decembrie.
Acesta a fost primul și cel mai elementar tratat și și-a „tras puterea de constrângere din consimțământul implicit al statelor care l-au acceptat și l-au pus în aplicare la efectuarea de operațiuni militare.” Acest prim efort permitea doar:
1. imunitate față de capturare și față de distrugerea clădirilor destinate tratamentului soldaților răniți și bolnavi,
2. primirea și tratamentul cu imparțialitate al tuturor combatanților,
3. protecția civililor care îi ajută pe răniți, și
4. recunoașterea simbolului Crucii Roșii ca mijloc de identificare a persoanelor și echipamentelor acoperite de acest acord.[6]

Deși au fost niște reforme reduse, tratatul a avut succes în aplicarea lor.
Din cauza ambiguităților din articolele inițiale și din cauza dezvoltării rapide a tehnicii de război, articolele inițiale a trebuit să fie revizuite și extinse, foarte mult prin a Doua Convenție de la Geneva din 1906 și prin Convenția de la Haga din 1899 prin care articolele și-au extins aplicarea și asupra războiului maritim. A fost reactualizată în 1929 cu unele modificări minore. Dar, așa cum observa Jean S. Pictet, directorul Comitetului Internațional al Crucii Roșii în 1951, „legea mereu rămâne în urma generozității; întârzie în a se conforma realităților vieții și nevoilor omenirii”, astfel că este de datoria Crucii Roșii „să asiste la lărgirea ariei de acoperire a legii, pe prezumția că… legea își va păstra valoarea”, în principal prin revizuirea și completarea acestor principii de bază ale Primei Convenții de la Geneva.

## A se vedea și
- Convențiile de la Geneva
- Crucea Roșie
- Declarația de la Sankt Petersburg din 1868
- Comitetul Internațional al Crucii Roșii
- Legea dreptului internațional umanitar
- Lista părților semnatare ale Convențiilor de la Geneva